# 孔格
孔格（Kong）是西非國家科特迪瓦的城鎮，由薩瓦納區負責管轄，是一個商業中心。孔格也是一省首府。孔格曾經是孔格帝國（1710年–1895年）的首都。

## 自然史
孔格是位於撒哈拉以南薩赫勒-熱帶草原地帶上的生物地理學地區，廣闊草原稀疏分布著樹木，例如（Adansonia digitata）、乳油木（Vitellaria paradoxa）和其他物種。科莫埃國家公園在它的東面。

## 歷史
當馬里帝國商人開始與塞努福人（Senufo）經貿，孔格成為了一個貿易中心。孔格地區，即是從孔格到達巴卡拉的地區，據稱是曼德人（Mandé）裡面經商的朱拉族（Dioula或Juula）從尼日河盆地遷入的「出發點」。
朱拉族帶著他們的商業技巧和人際網，把孔格轉化成一個非洲國際市場，有來自北方沙漠的商品，例如鹽和布料，亦有來自南方樹林的商品，例如可樂果、黃金和奴隸。
隨著孔格在貿易中日益富裕，來自Taraweré部落的早期統治者融合朱拉族和塞努福人的文化，把他們的勢力拓展到鄰近地區。

### 孔格帝國
1710年，朱拉族戰士塞古·瓦塔拉（Seku Ouattara，或Wattara）帶著騎兵入侵該地區並佔領孔格。他自立為王，把小城邦變成龐大孔格帝國的首都。它統治了廣大的區域超過150年。

### 19世紀
1881年，瓦蘇盧帝國征服了孔格帝國，並摧毀了孔格城的大部分。1898年，法國接管了這個地區，納入法屬西非殖民地。

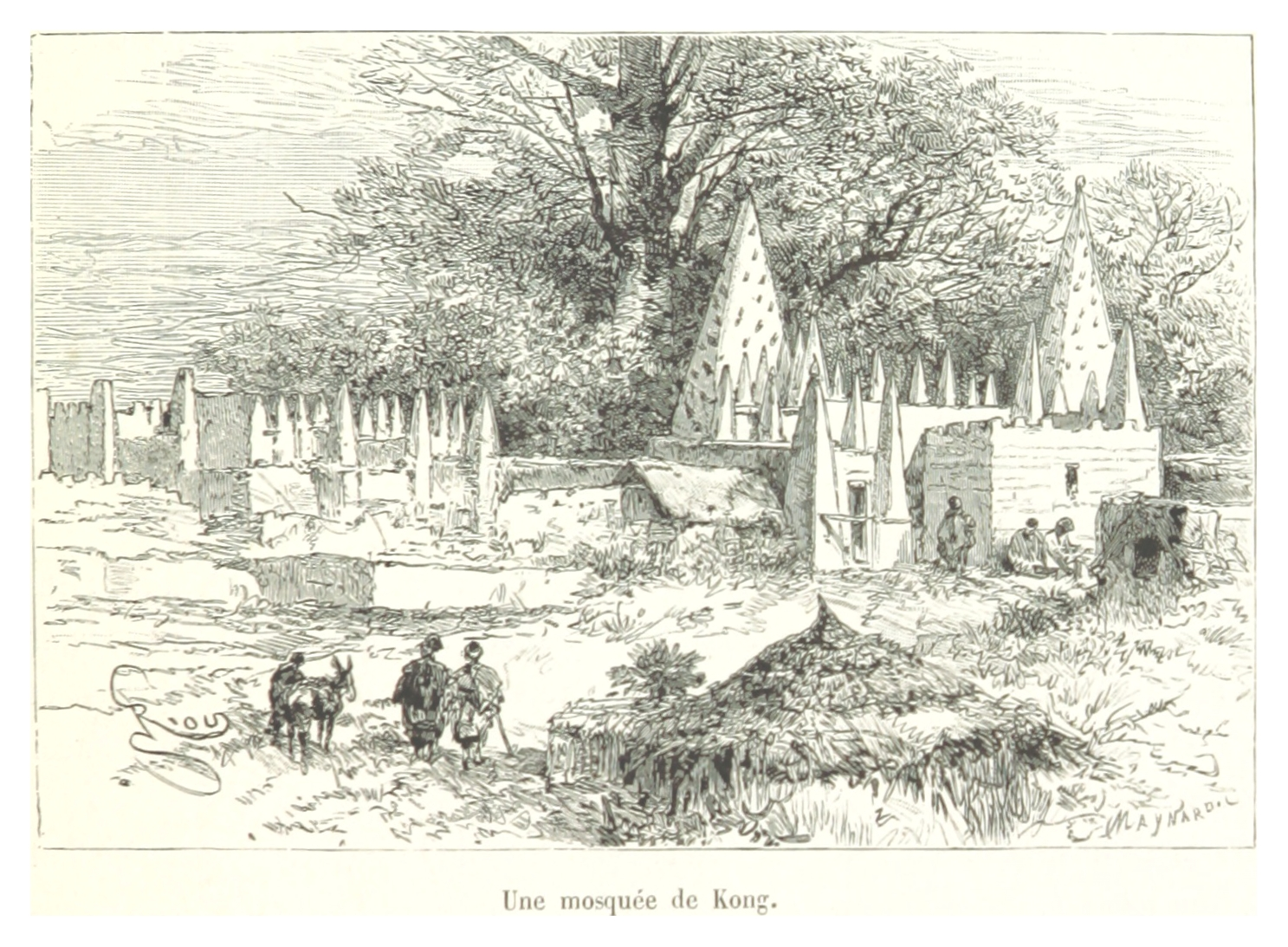
孔格的一座清真寺，1892年。
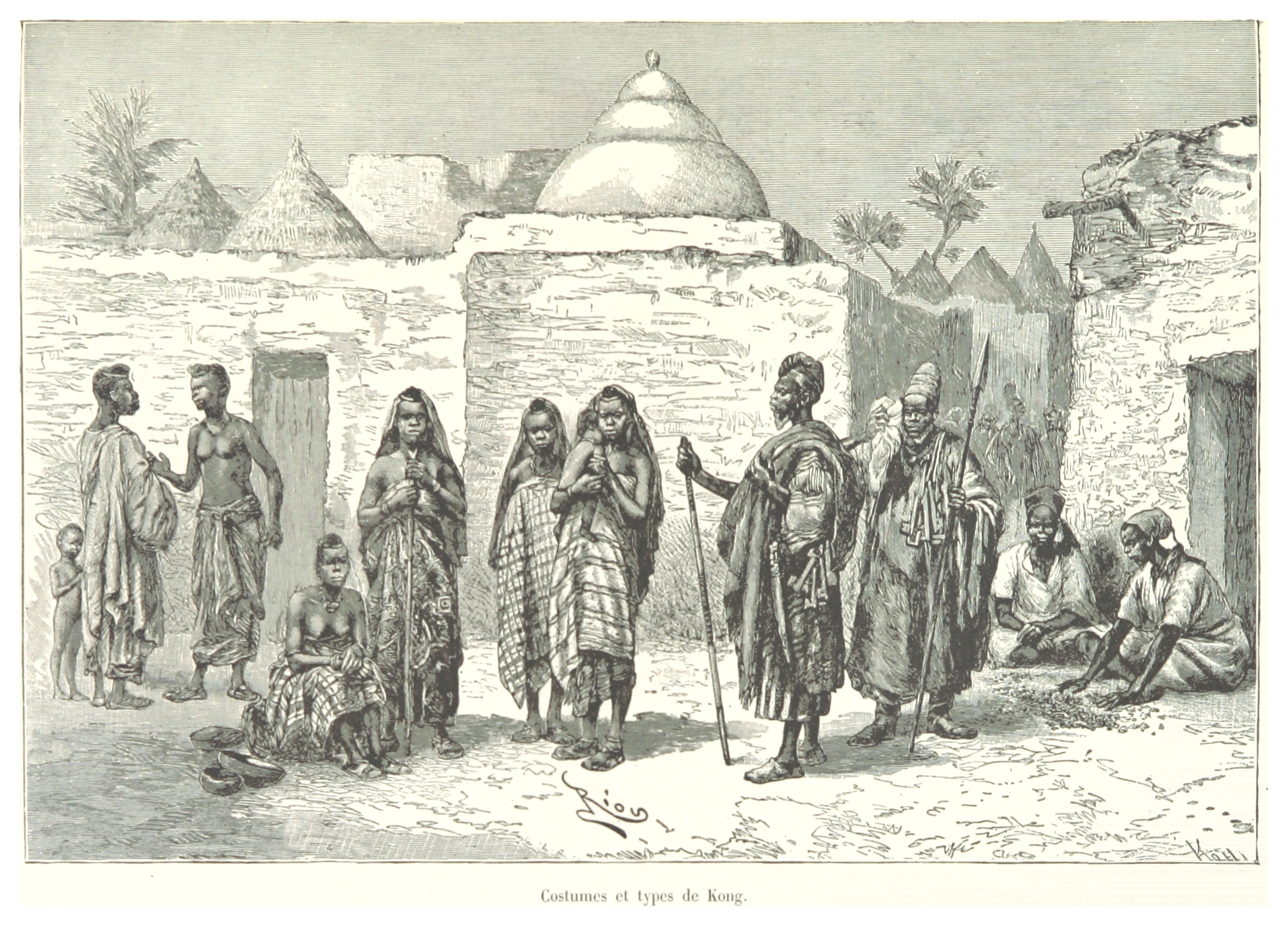
孔格的民眾和服飾，1892年。
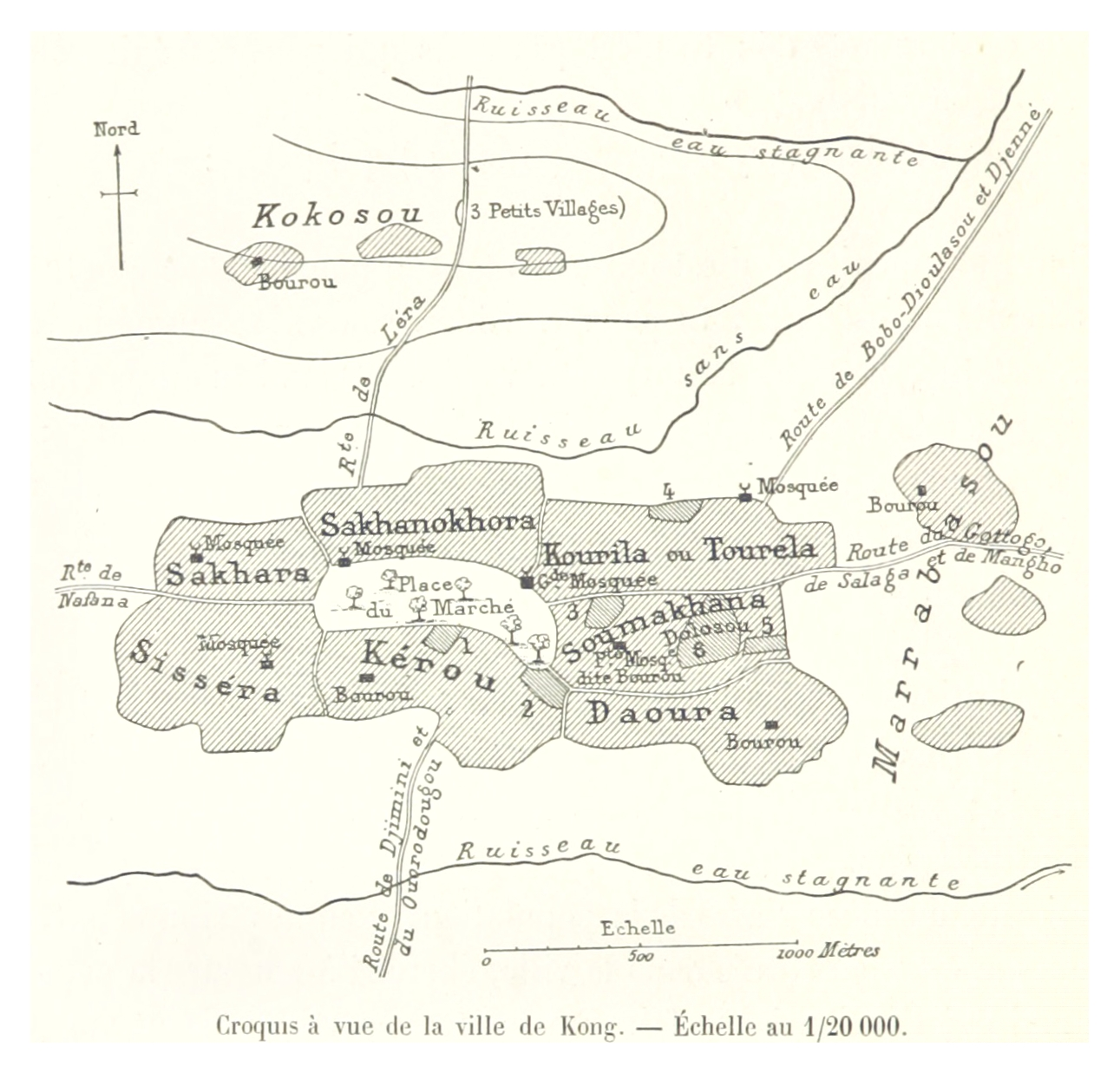
孔格地圖，1892年。

## 特色
儘管孔格帝國消亡，十七世紀建成的地標孔格星期五清真寺保存了下來。20世紀，孔格大幅地重建，用了傳統的東薩赫勒建築風格。它有一間可蘭經學院，有很多特別的土造清真寺建築。
省份東北角是在科莫埃國家公園的邊界內。
2014年，孔格省內有29190人。